# Francisco Lamolina
Francisco Oscar Lamolina (25 de octubre de 1950) es un exárbitro y exfutbolista argentino.

## Biografía
Apodado Pancho, lo conocían en la Primera División de Argentina por su estilo "liberal" en el campo de juego, totalmente opuesto a la rectitud de Javier Castrilli. También fue futbolista en el año 1970 del Club Atlético Tigre disputando apenas 2 partidos en dicha entidad de la localidad de Victoria.

## Carrera
Aun cuando lo admiraron en los años 80', hacia el final de su carrera lo criticaron por su estilo. Su gesto clásico era simular al de empujar un carro para sugerir que continúe en movimiento (el famoso "siga, siga"), que se convirtió en una manera despectiva de hacer la alusión a esta escuela del arbitraje.
Participó en la Copa Mundial de Fútbol de 1994, en la Copa Mundial de Fútbol Sub-20 de 1991 y también en la Copa América 1987 y 1993.
Curiosamente, su principal designación arbitral no fue para oficiar dentro de un terreno de juego, ya que fue designado, como 4ª árbitro de la Final de la Copa Mundial de Fútbol de 1994.